# Astagram
Astagram (en bengali : অষ্টগ্রাম) est une upazila du Bangladesh dans le district de Kishoreganj. En 1991, on y dénombrait 132 303 habitants.